# Bert Janssen
Lambertus Henricus Franciscus Maria (Bert) Janssen (Eindhoven, 27 oktober 1945 – Landgraaf, 9 augustus 2017) was een Nederlands bestuurder en politicus van de PvdA.
Janssen heeft rechten gestudeerd aan de Katholieke Hogeschool Tilburg en was gemeentesecretaris van Geertruidenberg voor hij in september 1981 burgemeester werd van de toenmalige Noord-Brabantse gemeente Waspik. Bijna vijf jaar later volgde zijn benoeming tot burgemeester van de toenmalige Limburgse gemeente Echt en in 1993 werd hij de burgemeester van de gemeente Landgraaf. Janssen ging in oktober 2010 met pensioen, waarbij hij werd opgevolgd door Raymond Vlecken van het CDA.
Hij overleed op 71-jarige leeftijd in Landgraaf.